# Quase um Tango...
Quase um Tango… é um filme brasileiro de 2009, do gênero drama, dirigido por Sérgio Silva e estrelado por Marcos Palmeira e Vivianne Pasmanter.
Vencedor no Festival de Gramado em 2009, levando dois troféus Kikito, de melhor atriz para Vivianne Pasmanter e melhor roteiro para Sérgio Silva, sendo este seu primeiro longa de temática contemporânea e o ultimo de sua carreira. Na TV o filme foi exibido no Canal Brasil. 

## Elenco
- Marcos Palmeira como "Batavo"
- Vivianne Pasmanter como Roseli, Marialva, Letícia e a garota do pôster.
- Alexandre Paternost
- Clemente Viscaíno
- José Pedro Goulart
- Fábio Rangel
- Luiz Paulo Vasconcellos
- César Figueiredo
- Marcelo Adams
- Sofia Salvatori
- Araci Esteves
- Margarida Peixoto
- Sandra Dani
- Ida Celina
- Lourdes Kauffmann
- Isadora Martins Clementino Brito

## Prêmios
Festival de Cinema de Gramado
- Melhor atriz (Vivianne Pasmanter)
- Melhor roteiro (Sérgio Silva)